# Janusz Nawrocki
Janusz Nawrocki (* 8. Juli 1961 in Krakau) ist ein ehemaliger polnischer Fußballspieler.

## Vereinskarriere
Janusz Nawrocki begann seine Profikarriere bei Wisła Krakau und spielte hier sieben Spielzeiten lang. Nach der Saison 1984/85 stieg Wisła Krakau in die 2. Liga ab. Nawrocki spielte noch eine Saison in der zweiten Liga, bevor er in der Sommerpause vor der Saison 1986/87 zu GKS Kattowitz wechselte. Hier brachte er es in sechs Spielzeiten auf insgesamt 134 Spiele und 10 Tore in der polnischen Ekstraklasa. 1991 verließ er Polen in Richtung Österreich und unterschrieb beim damaligen Erstligisten FC Admira Wacker Mödling (damals noch VfB Mödling). Hier konnte er sich sofort einen Stammplatz in der Abwehr sichern und spielte insgesamt vier Spielzeiten in Österreich, bevor er 1995 nach Polen zu Sokół Tychy zurückkehrte. Nach zwei Spielzeiten in Tychy wechselte er 1997 zu größeren Ligakonkurrenten Ruch Chorzów. 1998/1999 spielte er seine allerletzte Profisaison. Er brachte es auf insgesamt 349 Spiele und 14 Tore in der höchsten polnischen Spielklasse. Von 1999 bis 2008 war Janusz Nawrocki allerdings nach wie vor bei mehreren unterklassigen polnischen Fußballklubs als Fußballspieler tätig. Erst 2008 im Alter von fast 47 Jahren beendete er seine aktive Karriere. Seit 2011 ist er im Altherrenteam von Wisła Krakau weiterhin als Fußballspieler aktiv.

## Nationalmannschaft
Zwischen 1989 und 1991 absolvierte Janusz Nawrocki 23 Länderspiele für Polen; ein Torerfolg blieb allerdings aus. 

## Erfolge
- Polnischer Pokalsieger (1991)
- Polnischer Supercupsieger (1992)